# کابال

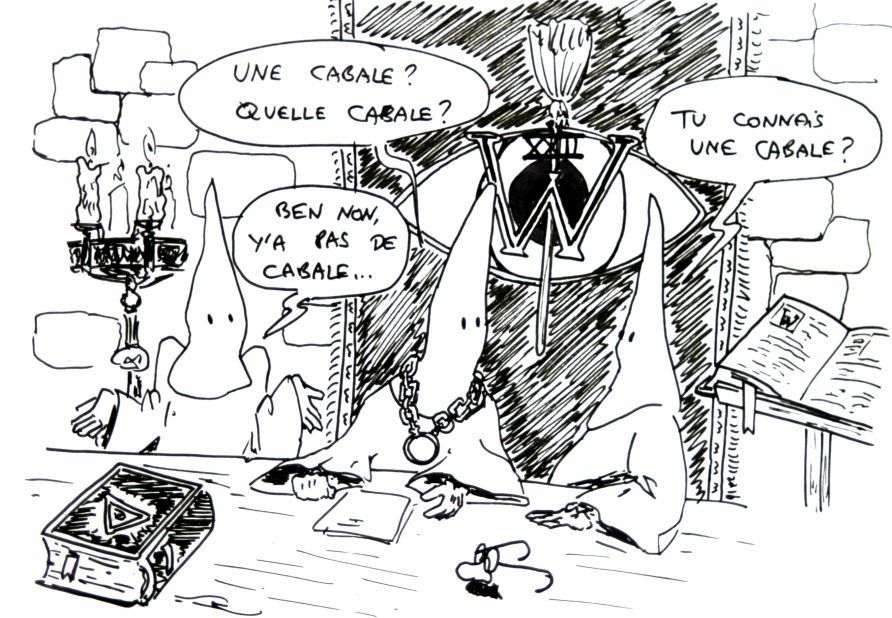
گروهی در حال انجام یک مراسم مخفی

کابال (انگلیسی: Cabal) به گروهی افراد گفته می‌شود که در خفا به دنبال پیشبرد منافع ، ایدئولوژی و یا دولتی خاص به کمک روشهای پنهانی هستند. واژه کابال معمولاً با دید منفی نسبت به این گروه است.

## ریشه یابی
واژه کابال از دانش عرفانی یهودی کابالا گرفته شده است. در زبان عبری کابالا به معنی دریافت کردن است و معمولاً به فهم عرفانی معانی مخفی تورات و متون یهودی گفته می‌شود، از زمان رنسانس گروهی اروپاییان غیریهودی این دانش را از یهودیان فراگرفتند و معمولاً آن را با دانش علوم خفیه مخلوط کردند. 
اولین استفاده از لغت کابال برای توطئه گران بر ضد حکومت و یا فرهنگ به انگلستان باز میگردد. این واژه توسط چارلز اول و اولیور کرامول استفاده شده است. از حدود قرن ۱۷ این واژه به افرادی گفته می‌شود که در خفا به توطئه برمیخیزند.